# 行编辑器
行编辑器（英語：Line editor）是文本编辑器的一种，针对行进行编辑。现在看来当然非常地老式，这种编辑器起源于操作员还使用电传打字机的年代，也就是一个打印机连着键盘，因为没有显示屏，也就无法在文档中移动光标。
行编辑器只能从事最基本的文本输入与输出。输入、编辑、文档显示并不能同步地进行。一般而言，用户无法直接输入文本，而只能在文本终端上通过简要的命令，对已有文档进行添加或编写。命令和文本，以及编辑器的相应输出，会根据他们的输入顺序，从底部开始逐一显示。虽然命令一般会显示被修改的行，但如果要将行连同文档中的上下文一起显示，则需要另外单独的命令。
现在常见的编辑器，都是通过移动光标，来选取要编辑的文本段落，与此不同的是，行编辑器只能对“当前行”进行编辑。一般也可在行内进行上下文匹配，或者选择特定行，以决定哪部分文档将被编辑或显示。当然，这些编辑每次都只能针对一行。
Unix编辑器ed是一款经典行编辑器，至今仍被使用。DOS用户则可能对Edlin耳熟能详。
行编辑器在非交互的shell脚本中仍有可用之地。对于MUD系统，行编辑器也频繁出没，当然许多用户更喜欢在自己计算机上编辑好了文档，再利用MUD客户端的上传功能，将文本直接粘贴到行编辑器内。